# ゲンペイクサギ

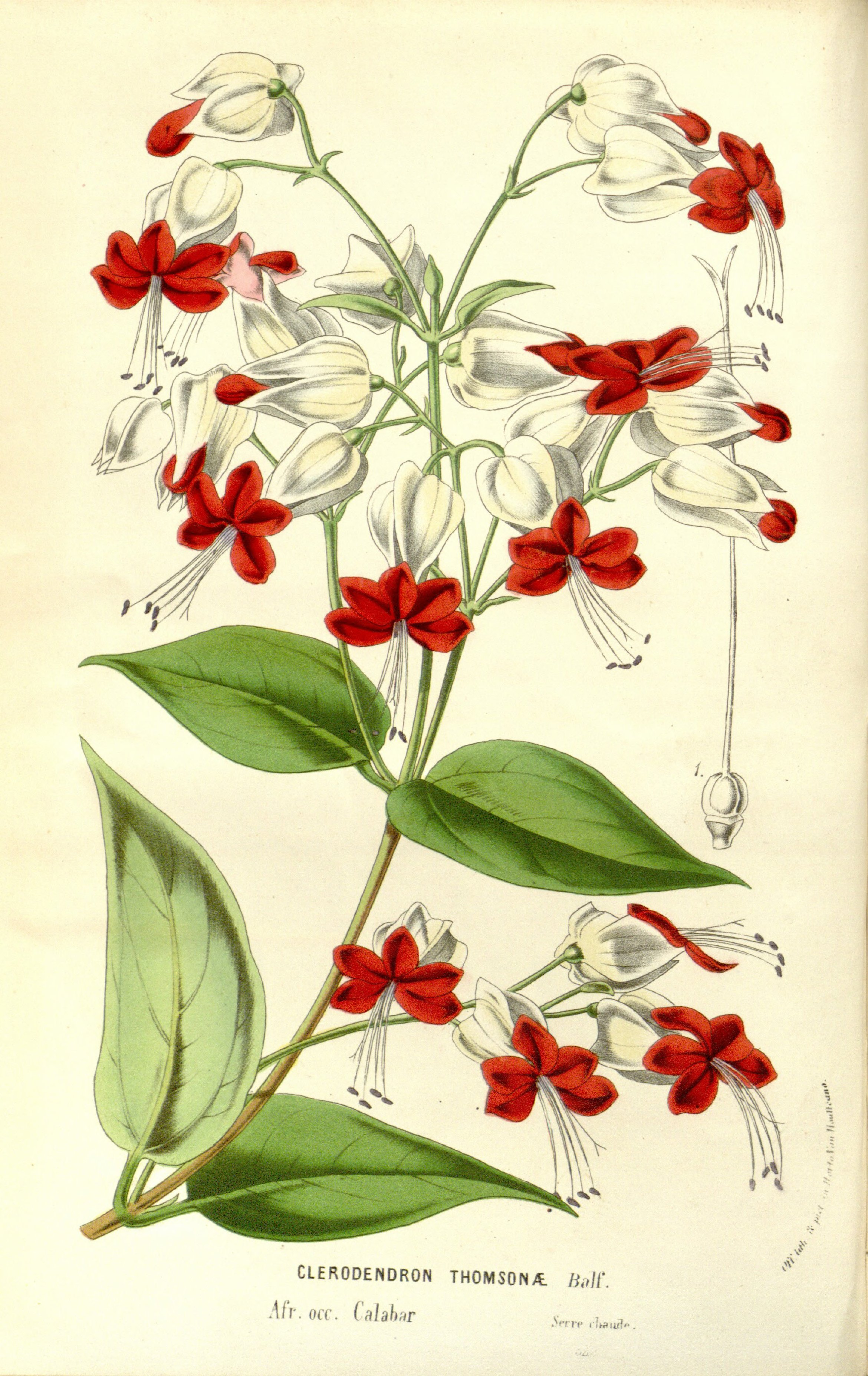
図版

ゲンペイクサギ Clerodendrum thomsoniae はシソ科の蔓性低木。花が美しいために栽培される。萼が白で花冠が赤いことからこの名がある。

## 特徴
常緑で蔓性の低木で、高さは4mまでになる。葉は対生して長卵形で先は尖り、縁には鋸歯はない。葉の表面では主脈が窪んでいる。
若枝は断面が四角で短い毛に覆われる。葉は対生で卵形から長卵形、先端は細く突き出して尖り、基部は丸い。葉身の大きさは長さ12cm。幅6cmほど。縁は滑らかで無毛。
初夏に枝先に円錐花序を出す。萼は白くて鐘状をなし、大きく5つに裂けるが先端は互いに寄り合って閉じる。花冠は濃赤色、花筒は萼から伸び出して長さ2cmほど、その先端で5裂して大きく開く。その径は1.8cm。雄蘂は4本あり、花柱と共に花冠から伸び出している。

学名の種小名は19世紀半ばにナイジェリアで伝導に従事した W. C. Thomson の婦人にちなむ。和名は花冠の赤と萼の白がひどく目立つ対称をなす事により、源平クサギと名付けられた。別名にゲンペイカズラもある。

## 分布
西アフリカが原産。

## 利用
観賞用に栽培される。よく普及しており、「植物園の温室ではどこでも」見られるとも。蔓植物なので支柱に誘導して育てるとよく開花するが、小株でも開花するので鉢植えでも楽しめる。日本には明治中期に渡来した。耐寒性は低く、冬にも10℃程度が必要になる。
本種と C. splendens の交配品をベニゲンペイカズラ C. ×speciosum と言い、花は赤く咲くが次第に鮮やかな黄色に変わる。株そのものは本種に似た蔓植物になる。

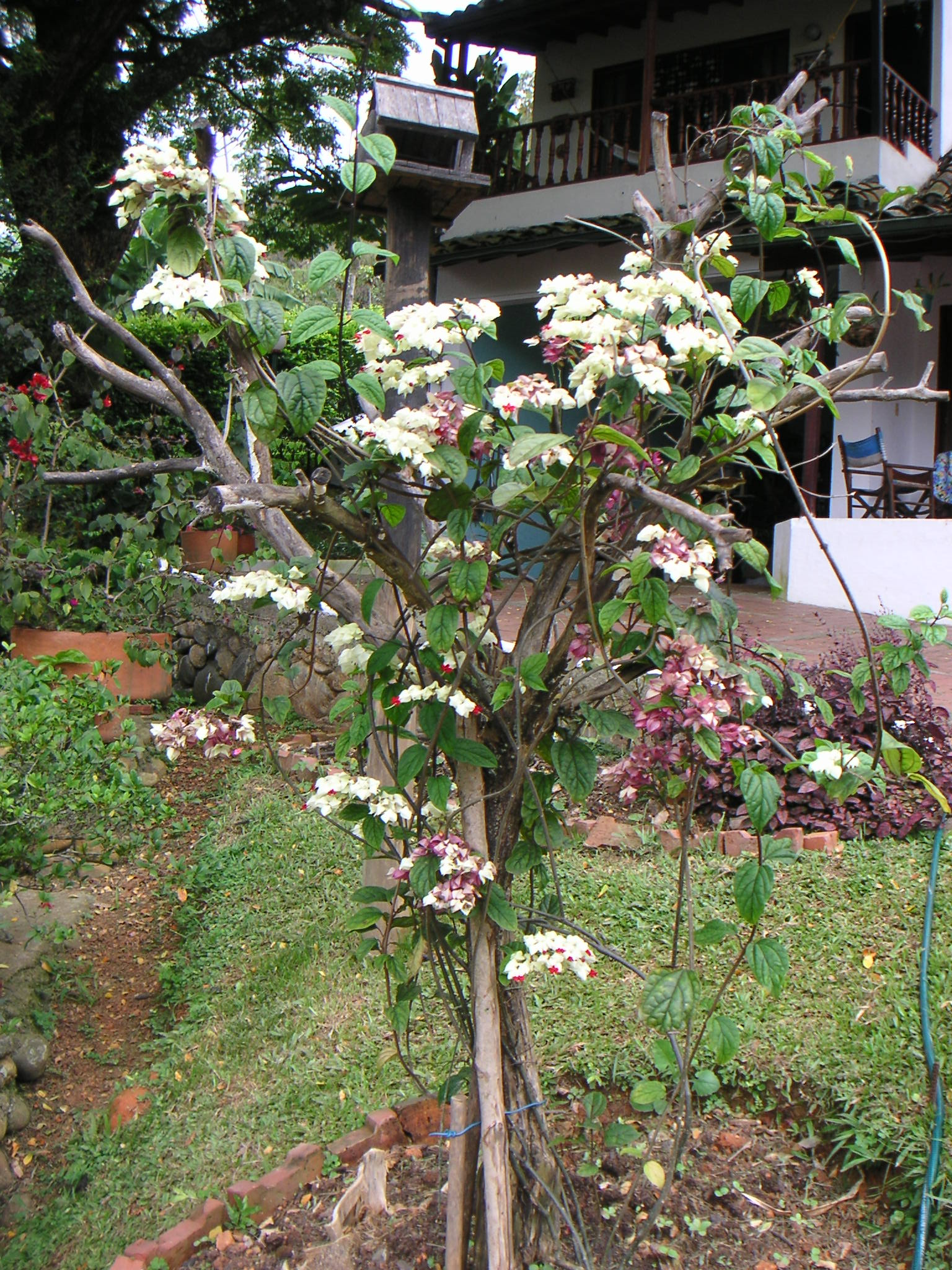
庭で蔓に仕立てたもの

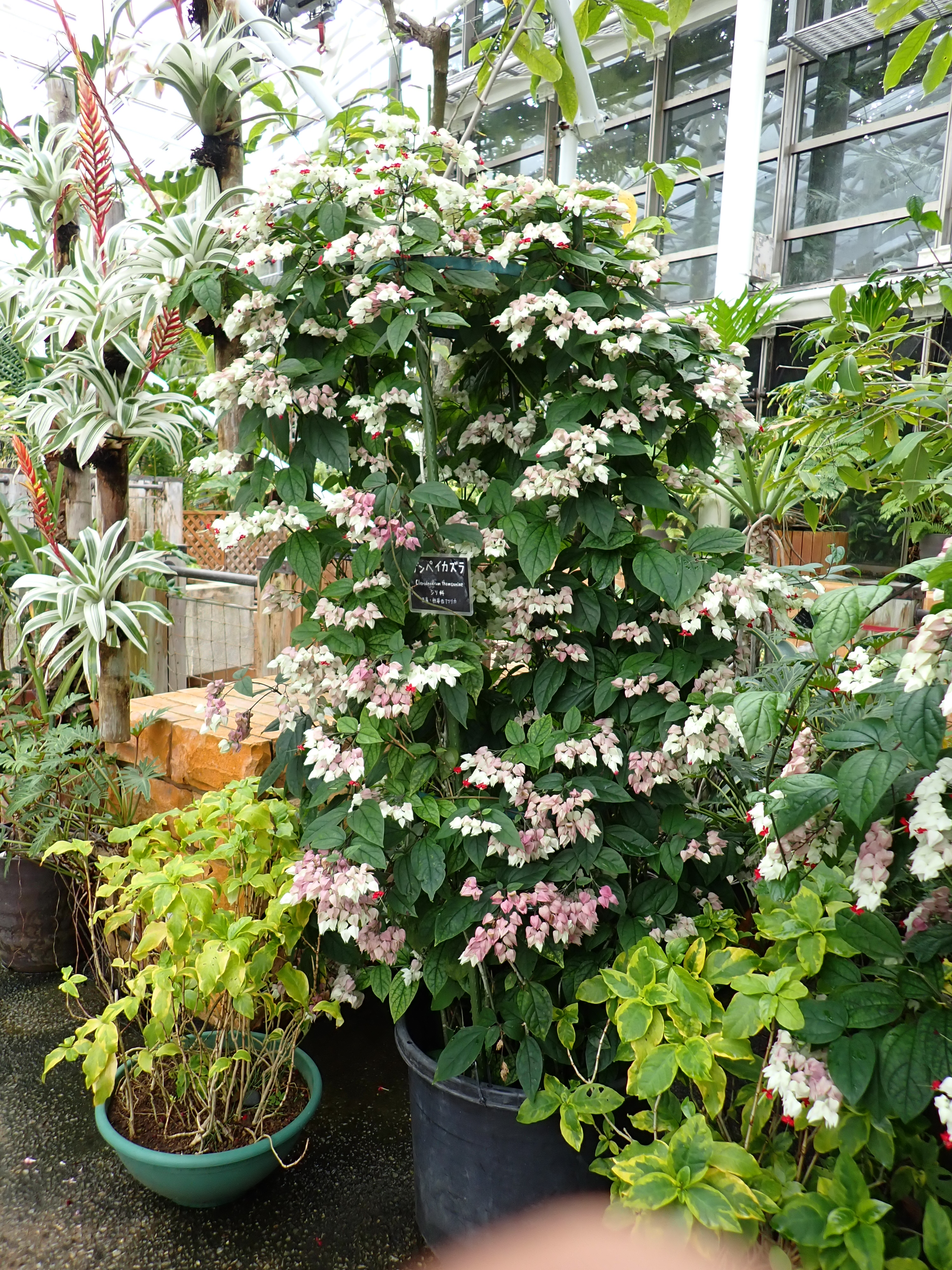
鉢植（2024年5月 沖縄県本部町 熱帯ドリームセンター）

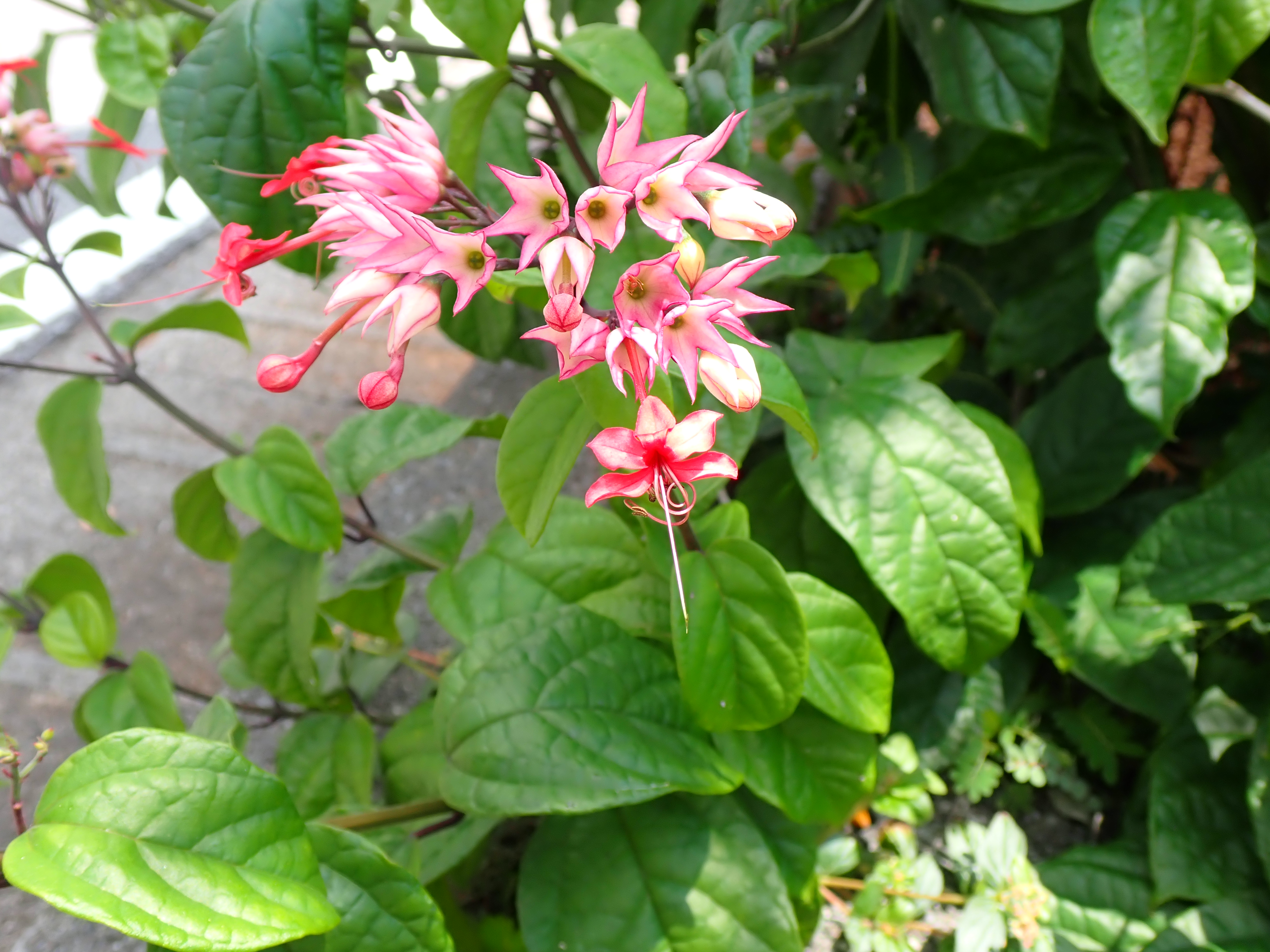
ベニゲンペイカズラ（ベニガククサギ）（2024年8月 沖縄県国頭村）